# 濟克蘭齊
49°39′59″N 32°52′10″E / 49.66639°N 32.86944°E
濟克蘭齊（烏克蘭語：Зікранці），是烏克蘭中部的村莊，隸屬波爾塔瓦州的克雷門丘克區。該村距離新卡爾卡伊夫和圖卡利2公里，海拔高度88米，2001年人口106。